# Фортечна артилерія

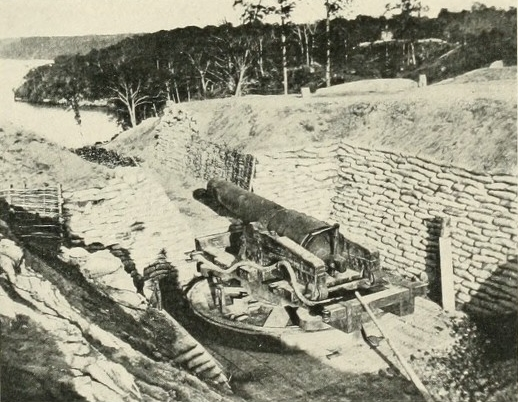
Фортечна гармата конфедератів часів Громадянської війни у США. Форт Дарлінг. Честерфілд. Вірджинія. 1862

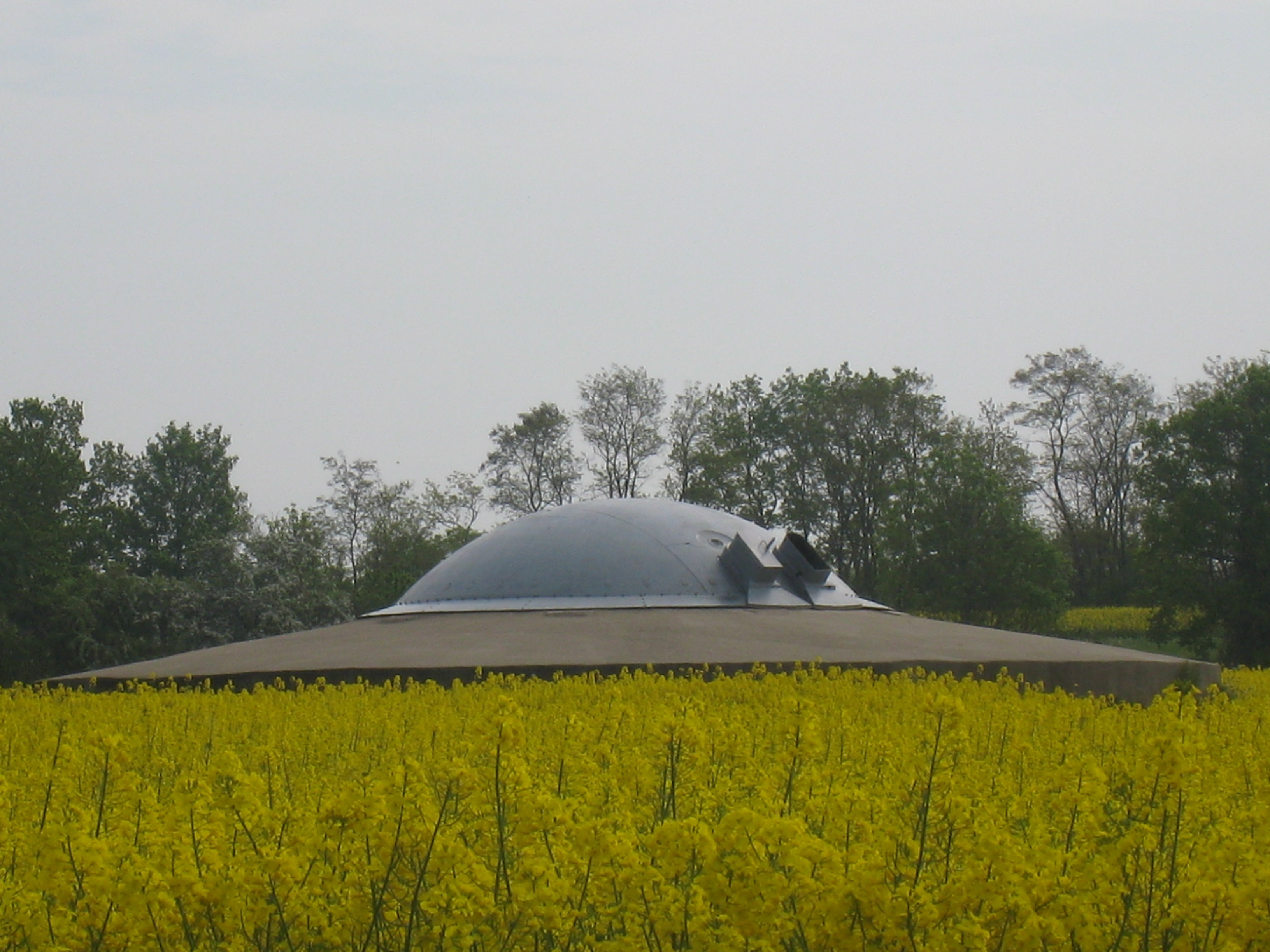
Купол 120 форту Ебен-Емаель з 120-мм гарматою моделі FRC Modèle 31. Форт Ебен-Емаель. Бельгія.

Фортечна артилерія — вид артилерії, який постійно перебував на озброєнні фортець і призначався для їх оборони. Для вирішення вогневих завдань фортечна артилерія мала у своєму складі гармати далекого бою (переважно гармати великого і середнього калібру), протиштурмові (гаубиці середнього калібру, легкі польові та гірські гармати), фланкірующі (малокаліберні капонірні та польові швидкострільні гармати) і вилазочні (легкі гармати польового типу).

## Призначення
У залежності від призначення гармати були рухомими та стаціонарними; в першому випадку вони мали колісні лафети, у другому встановлювалися на станках з поворотною платформою або нерухомих тумбах. З метою укриття від вогню противника основні гармати фортечної артилерії розміщувалися в казематах, капонірах, баштах, броньових куполах. Організаційно фортечна артилерія здебільшого складалася з батальйонів або рот з певною кількістю гармат і необхідних для них допоміжних засобів у кожному батальйоні (батареї). Батальйони (батареї) зводилися в артилерійські полки або бригади.

## Історія
Фортечна артилерія застосовувалася з часів появи власно артилерії, як нового роду військ на полі бою. Перші артилерійські гармати, що призначалися виключно для захисту міст-фортець, увійшли в ужиток з XIV століття. У міру вдосконалення артилерії форми організації фортечної артилерії змінювалися та набували в різних країнах своїх особливостей.
Однак струнку організацію фортечна артилерія отримала лише на початку XVIII століття, коли у Європі була стандартизована кількість артилерійських систем і визначено їх калібри для кожної фортеці в залежності від її важливості в системі оборони держави. З цього ж часу вона стала зватися гарнізонною артилерією і включала крім основних артилерійських рот значну кількість команд допоміжного призначення.
Відокремлення власне фортечної артилерії (зі службами забезпечення) від гарнізонної артилерії сталося після Кримської війни 1853-56. В епоху гладкоствольної артилерії на озброєнні фортечної артилерії зазвичай перебували: 36-, 24-, 18-, 12-, 6- і 3-фунтові чавунні гармати; 2-, 1- і 1/2-пудові чавунні гаубиці (єдинороги); 5-, 3- і 2-пудові чавунні й бронзові мортири. З появою в 2-ій половині XIX століття нарізних гармат вони почали надходити й на озброєння фортечної артилерії. Однак, у технічному відношенні, матеріальна частина фортечної артилерії, як правило, відставала від інших видів артилерії.
Досвід Першої світової війни довів нестійкість фортець у системі оборони. У період між 1-ю і 2-ю світовими війнами багато країн розпочали застосовувати нові форми зміцнення сухопутних кордонів, зводячи укріплені райони й укріплені смуги. У зв'язку з цим фортечна артилерія практично втратила своє значення і вийшла з офіційного ужитку.